# Grathe Sogn
Grathe Sogn (tidligere) er et sogn i Ikast-Brande Provsti (Viborg Stift).
Grathe Kirke blev i 1917 indviet som filialkirke til Vinderslev Kirke. Grathe blev så et kirkedistrikt i Vinderslev Sogn, som hørte til Lysgård Herred i Viborg Amt. Vinderslev sognekommune inkl. kirkedistriktet blev ved kommunalreformen i 1970 indlemmet i Kjellerup Kommune, som ved strukturreformen i 2007 indgik i Silkeborg Kommune.
Da kirkedistrikterne blev afskaffet 1. oktober 2010, blev Grathe Kirkedistrikt udskilt som det selvstændige Grathe Sogn.
Stednavne, se Vinderslev Sogn.